# Макао на Светском првенству у атлетици у дворани 2016.
Макао је учествовао на 16. Светском првенству у атлетици у дворани 2016. одржаном у Портланду од 17. до 20. марта једанаести пут. Репрезентацију Макаоа представљала је једна атлетичарка, која се такмичила у трци на 60 метара.,
На овом првенству такмичарка Макао није освојила ниједну медаљу али је оборила национални и лични рекорд.

## Учесници
Жене:
- Им Лан Лои — 60 м

## Резултати

### Жене
| Атлетичарка | Дисциплина | Лични рекорд | Квалификације | Квалификације | Полуфинале           | Полуфинале           | Финале               | Финале       | Детаљи |
| Атлетичарка | Дисциплина | Лични рекорд | Резултат      | Место         | Резултат             | Место                | Резултат             | Место        | Детаљи |
| ----------- | ---------- | ------------ | ------------- | ------------- | -------------------- | -------------------- | -------------------- | ------------ | ------ |
| Им Лан Лои  | 60 м       |              | 7,83 НР, ЛР   | 7. у гр. 4    | Није се квалификовао | Није се квалификовао | Није се квалификовао | 39 / 44 (45) |        |